# Золотий талант України
Золотий талант України — унікальна загальнонаціональна премія для молодих українських футболістів. Переможці визначаються за підсумками календарного року у двох вікових категоріях — Under 21 (гравці, яким станом на кінець року виповнилося не більше 21 року) та Under 19 (гравці, яким станом на кінець року виповнилося не більше 19 років). Річний рейтинг формується на базі щомісячних опитувань тренерів, директорів спортивних шкіл, експертів, журналістів, вболівальників. Наприкінці року проводиться підсумкове опитування, до якого учасники приходять з бонусними балами (за успіхи у щомісячних опитуваннях).
Концепцію конкурсу розробив футбольний журналіст Андрій Кудирко. У березні 2013 року було проведено перше щомісячне опитування.

## Умови конкурсу
Опитування проводяться у ті місяці, коли у чемпіонаті України граються матчі (березень, квітень, травень, серпень, вересень, жовтень и листопад, іноді — червень та липень). Респонденти називають свої трійки найкращих молодих та юних футболістів за підсумками місяця (1-е місце — 3 бали, 2-е місце — 2 бали, 3-е місце — 1 бал), їхні показники додаються разом. За показниками щомісячних опитувань формується річний рейтинг в обох вікових категоріях — Under 21 та Under 19.
Перша десятка за підсумками року отримує допуск до підсумкового голосування з бонусними балами (1-е місце — 10 балів, 2-е — 9, …, 10-е — 1). Окрім цього, до підсумкового голосування за рік допускаються футболісти, які хоча б один раз потрапили у топ-5 місяця (за це також надаються бонусні бали: 1-е місце — 5, 2-е — 4, …, 5-е — 1). Таким чином забезпечується об'єктивність конкурсу — додаткові бали отримують футболісти, які найбільш стабільно грали протягом року, а не лише у останні місяці перед підсумковим голосуванням (адже у традиційних опитуваннях найчастіше перемагає той, хто яскравіше грав на фініші, оскільки останні події краще запам'ятовуються).
Ситуація у категорії Under 21 у 2013 році наочно продемонструвала, наскільки справедливим є ускладнений порядок визначення переможця у конкурсі Золотий талант України. У голосуванні за рік найбільшу суму балів отримав Сергій Болбат, який відмінно відіграв восени, але з урахуванням бонусних балів, зароблених за рік, підсумкову перемогу відсвяткував Іван Ордець, котрий стабільно виступав і навесні, і восени.

## Призи
За підсумками 2013 року шість найкращих футболістів (по три призери у кожній з двох вікових категорій) отримали призи, які надали партнери конкурсу, — дипломи, ігрові бутси та наручні годинники.

## Переможці опитувань

### 2013
| Місяць       | Гравець (до 21 року)         | Клуб              | Гравець (до 19 років) | Клуб    |
| ------------ | ---------------------------- | ----------------- | --------------------- | ------- |
| Березень     | Іван Ордець                  | Іллічівець        | Едуард Соболь         | Шахтар  |
| Квітень      | Максим Коваль                | Динамо            | Едуард Соболь         | Шахтар  |
| Травень      | Іван Ордець                  | Іллічівець        | Іван Петряк           | Зоря    |
| Липень       | Максим Коваль                | Динамо            | Роман Підківка        | Карпати |
| Серпень      | Іван Ордець                  | Іллічівець        | Роман Підківка        | Карпати |
| Вересень     | Сергій Болбат                | Металург Д        | Едуард Соболь         | Шахтар  |
| Жовтень      | Сергій Болбат                | Металург Д        | Дмитро Ярчук          | Таврія  |
| Листопад     | Сергій Болбат Редван Мемешев | Металург Д Волинь | Дмитро Ярчук          | Таврія  |
| Гравець року | Іван Ордець                  | Іллічівець        | Едуард Соболь         | Шахтар  |

### 2014
| Місяць       | Гравець (до 21 року) | Клуб       | Гравець (до 19 років) | Клуб    |
| ------------ | -------------------- | ---------- | --------------------- | ------- |
| Березень     | Сергій Болбат        | Металург Д | Роман Підківка        | Карпати |
| Квітень      | Микита Шевченко      | Зоря       | Роман Підківка        | Карпати |
| Травень      | Сергій Болбат        | Металург Д | Едуард Соболь         | Шахтар  |
| Серпень      | Руслан Маліновський  | Зоря       | Валерій Лучкевич      | Дніпро  |
| Вересень     | Сергій Болбат        | Металіст   | Валерій Лучкевич      | Дніпро  |
| Жовтень      | Микита Шевченко      | Зоря       | Валерій Лучкевич      | Дніпро  |
| Листопад     | Сергій Мякушко       | Говерла    | Валерій Лучкевич      | Дніпро  |
| Гравець року | Руслан Маліновський  | Зоря       | Валерій Лучкевич      | Дніпро  |

### 2015
| Місяць       | Гравець (до 21 року) | Клуб       | Гравець (до 19 років) | Клуб    |
| ------------ | -------------------- | ---------- | --------------------- | ------- |
| Березень     | Сергій Гринь         | Іллічівець | Валерій Лучкевич      | Дніпро  |
| Квітень      | Сергій Гринь         | Іллічівець | Мар'ян Швед           | Карпати |
| Травень      | Сергій Гринь         | Іллічівець | Валерій Лучкевич      | Дніпро  |
| Серпень      | Іван Петряк          | Зоря       | Віктор Коваленко      | Шахтар  |
| Вересень     | Іван Петряк          | Зоря       | Віктор Коваленко      | Шахтар  |
| Жовтень      | Іван Петряк          | Зоря       | Віктор Коваленко      | Шахтар  |
| Листопад     | Іван Петряк          | Зоря       | Олександр Зінченко    | Уфа     |
| Гравець року | Іван Петряк          | Зоря       | Віктор Коваленко      | Шахтар  |

### 2016
| Місяць       | Гравець (до 21 року) | Клуб        | Гравець (до 19 років) | Клуб    |
| ------------ | -------------------- | ----------- | --------------------- | ------- |
| Березень     | Віктор Коваленко     | Шахтар      | Мар'ян Швед           | Севілья |
| Квітень      | Віктор Коваленко     | Шахтар      | Олексій Гуцуляк       | Карпати |
| Травень      | Віктор Коваленко     | Шахтар      | Олексій Гуцуляк       | Карпати |
| Серпень      | Віктор Коваленко     | Шахтар      | Денис Баланюк         | Дніпро  |
| Вересень     | Віктор Коваленко     | Шахтар      | Віктор Циганков       | Динамо  |
| Жовтень      | Роман Яремчук        | Олександрія | Віктор Циганков       | Динамо  |
| Листопад     | Артем Бєсєдін        | Динамо      | Віктор Циганков       | Динамо  |
| Гравець року | Віктор Коваленко     | Шахтар      | Віктор Циганков       | Динамо  |

### 2017
| Місяць       | Гравець (до 21 року) | Клуб    | Гравець (до 19 років) | Клуб    |
| ------------ | -------------------- | ------- | --------------------- | ------- |
| Березень     | Артем Бєсєдін        | Динамо  | Андрій Лунін          | Дніпро  |
| Квітень      | Артем Бєсєдін        | Динамо  | Андрій Лунін          | Дніпро  |
| Травень      | Артем Бєсєдін        | Динамо  | Андрій Лунін          | Дніпро  |
| Липень       | Віктор Циганков      | Динамо  | Станіслав Біленький   | Олімпік |
| Серпень      | Микола Матвієнко     | Ворскла | Станіслав Біленький   | Олімпік |
| Вересень     | Микола Матвієнко     | Ворскла | Андрій Лунін          | Зоря    |
| Жовтень      | Микола Матвієнко     | Ворскла | Андрій Лунін          | Зоря    |
| Листопад     | Віктор Циганков      | Динамо  | Андрій Лунін          | Зоря    |
| Гравець року | Віктор Циганков      | Динамо  | Андрій Лунін          | Зоря    |

### 2018
| Місяць       | Гравець (до 21 року) | Клуб    | Гравець (до 19 років) | Клуб      |
| ------------ | -------------------- | ------- | --------------------- | --------- |
| Березень     | Віктор Циганков      | Динамо  | Андрій Лунін          | Зоря      |
| Квітень      | Віктор Циганков      | Динамо  | Андрій Лунін          | Зоря      |
| Травень      | Віктор Циганков      | Динамо  | Андрій Лунін          | Зоря      |
| Липень       | Віктор Циганков      | Динамо  | Владислав Супряга     | Дніпро-1  |
| Серпень      | Мар'ян Швед          | Карпати | Владислав Супряга     | Динамо    |
| Вересень     | Віктор Циганков      | Динамо  | Владислав Вакула      | Маріуполь |
| Жовтень      | Микола Шапаренко     | Динамо  | Віталій Миколенко     | Динамо    |
| Листопад     | Віктор Циганков      | Динамо  | Віталій Миколенко     | Динамо    |
| Гравець року | Віктор Циганков      | Динамо  | Віталій Миколенко     | Динамо    |

### 2019
| Місяць          | Гравець (до 21 року) | Клуб    | Гравець (до 19 років) | Клуб      |
| --------------- | -------------------- | ------- | --------------------- | --------- |
| Березень        | Віталій Миколенко    | Динамо  | Георгій Цітаішвілі    | Динамо    |
| Квітень         | Віталій Миколенко    | Динамо  | Георгій Цітаішвілі    | Динамо    |
| Травень-червень | Андрій Лунін         | Леганес | Данило Сікан          | Маріуполь |
| Серпень         | Богдан Лєднєв        | Зоря    | Олександр Назаренко   | Дніпро-1  |
| Вересень        | Богдан Лєднєв        | Зоря    | Владислав Супряга     | Дніпро-1  |
| Жовтень         | Богдан Лєднєв        | Зоря    | Олександр Назаренко   | Дніпро-1  |
| Листопад        | Віталій Миколенко    | Динамо  | Данило Сікан          | Шахтар    |
| Гравець року    | Віталій Миколенко    | Динамо  | Георгій Цітаішвілі    | Динамо    |

### 2020
| Місяць       | Гравець (до 21 року) | Клуб        | Гравець (до 19 років) | Клуб     |
| ------------ | -------------------- | ----------- | --------------------- | -------- |
| Березень     | Владислав Супряга    | Дніпро-1    | Арсеній Батагов       | Дніпро-1 |
| Квітень      | Карантин             | Карантин    | Карантин              | Карантин |
| Травень      | Карантин             | Карантин    | Карантин              | Карантин |
| Червень      | Андрій Лунін         | Реал Ов'єдо | Павло Ісенко          | Ворскла  |
| Липень       | Владислав Супряга    | Дніпро-1    | Анатолій Трубін       | Шахтар   |
| Вересень     | Владислав Супряга    | Динамо      | Ілля Забарний         | Динамо   |
| Жовтень      | Віктор Корнієнко     | Шахтар      | Ілля Забарний         | Динамо   |
| Листопад     | Віталій Миколенко    | Динамо      | Ілля Забарний         | Динамо   |
| Гравець року | Віталій Миколенко    | Динамо      | Ілля Забарний         | Динамо   |

### 2021
| Місяць       | Гравець (до 21 року) | Клуб   | Гравець (до 19 років) | Клуб   |
| ------------ | -------------------- | ------ | --------------------- | ------ |
| Лютий        | Анатолій Трубін      | Шахтар | Ілля Забарний         | Динамо |
| Березень     | Анатолій Трубін      | Шахтар | Ілля Забарний         | Динамо |
| Квітень      | Анатолій Трубін      | Шахтар | Ілля Забарний         | Динамо |
| Травень      | Анатолій Трубін      | Шахтар | Ілля Забарний         | Динамо |
| Серпень      | Михайло Мудрик       | Шахтар | Ілля Забарний         | Динамо |
| Вересень     | Михайло Мудрик       | Шахтар | Ілля Забарний         | Динамо |
| Жовтень      | Михайло Мудрик       | Шахтар | Ілля Забарний         | Динамо |
| Листопад     | Михайло Мудрик       | Шахтар | Ілля Забарний         | Динамо |
| Гравець року | Михайло Мудрик       | Шахтар | Ілля Забарний         | Динамо |

### 2022
| Місяць       | Гравець (до 21 року)      | Клуб                      | Гравець (до 19 років)     | Клуб                      |
| ------------ | ------------------------- | ------------------------- | ------------------------- | ------------------------- |
| Березень     | Повномасштабне вторгнення | Повномасштабне вторгнення | Повномасштабне вторгнення | Повномасштабне вторгнення |
| Квітень      | Повномасштабне вторгнення | Повномасштабне вторгнення | Повномасштабне вторгнення | Повномасштабне вторгнення |
| Травень      | Повномасштабне вторгнення | Повномасштабне вторгнення | Повномасштабне вторгнення | Повномасштабне вторгнення |
| Вересень     | Михайло Мудрик            | Шахтар                    | Назар Волошин             | Кривбас                   |
| Жовтень      | Михайло Мудрик            | Шахтар                    | Марко Сапуга              | Рух                       |
| Листопад     | Михайло Мудрик            | Шахтар                    | Назар Волошин             | Кривбас                   |
| Гравець року | Михайло Мудрик            | Шахтар                    | Назар Волошин             | Кривбас                   |

### 2023
| Місяць       | Гравець (до 21 року) | Клуб    | Гравець (до 19 років) | Клуб      |
| ------------ | -------------------- | ------- | --------------------- | --------- |
| Березень     | Георгій Судаков      | Шахтар  | Антон Царенко         | Динамо    |
| Квітень      | Владислав Ванат      | Динамо  | Антон Царенко         | Динамо    |
| Травень      | Володимир Бражко     | Зоря    | Андрій Булеза         | Минай     |
| Серпень      | Ілля Забарний        | Борнмут | Богдан Слюбик         | Рух       |
| Вересень     | Георгій Судаков      | Шахтар  | Богдан Слюбик         | Рух       |
| Жовтень      | Георгій Судаков      | Шахтар  | Євгеній Пастух        | Рух       |
| Листопад     | Ілля Забарний        | Борнмут | Єгор Ярмолюк          | Брентфорд |
| Гравець року | Георгій Судаков      | Шахтар  | Єгор Ярмолюк          | Брентфорд |

### 2024
| Місяць           | Гравець (до 21 року) | Клуб      | Гравець (до 19 років) | Клуб   |
| ---------------- | -------------------- | --------- | --------------------- | ------ |
| Березень         | Назар Волошин        | Динамо    | Тарас Михавко         | Динамо |
| Квітень          | Назар Волошин        | Динамо    | Матвій Пономаренко    | Динамо |
| Травень          | Назар Волошин        | Динамо    | Матвій Пономаренко    | Динамо |
| Серпень          | Ілля Квасниця        | Рух       | Тарас Михавко         | Динамо |
| Вересень         | Ілля Крупський       | Ворскла   | Тарас Михавко         | Динамо |
| Жовтень          | Олег Очеретько       | Карпати   | Тарас Михавко         | Динамо |
| Листопад-грудень | Єгор Ярмолюк         | Брентфорд | Тарас Михавко         | Динамо |
| Гравець року     | Єгор Ярмолюк         | Брентфорд | Тарас Михавко         | Динамо |

### 2025
| Місяць       | Гравець (до 21 року) | Клуб      | Гравець (до 19 років) | Клуб    |
| ------------ | -------------------- | --------- | --------------------- | ------- |
| Березень     | Єгор Ярмолюк         | Брентфорд | Артем Степанов        | Баєр    |
| Квітень      | Єгор Ярмолюк         | Брентфорд | Артем Степанов        | Баєр    |
| Травень      | Єгор Ярмолюк         | Брентфорд | Денис Марченко        | Оболонь |
| Серпень      |                      |           |                       |         |
| Вересень     |                      |           |                       |         |
| Жовтень      |                      |           |                       |         |
| Листопад     |                      |           |                       |         |
| Гравець року |                      |           |                       |         |